# 林兆明
林兆明（1928年8月26日—2016年5月6日），男，国家一级演员，中国戏剧家协会会员，第一至四届廣東省剧协理事，曾任广东省话剧院副院长、艺术指导、喜剧团团长。講古大師。被廣東省、廣州市各大报刊誉为“羊城笑星”。

## 個人經歷
林兆明原籍廣東省中山縣長沙埔（現中山市），1928年8月26日在澳門出生。林兆明於1935年入讀澳门粤华中学附小，1941年進入澳門培正中學讀書。在澳門讀小學時，林兆明已經著迷於戲劇表演。1946年他畢業於广州大学法律系，因熱愛文藝，他沒有進入律師業而選擇從事藝術行業。1947年進入業餘劇社，跟從老一輩藝術家學習；1950年先後加入廣州青年文工團、廣州話劇團和華南話劇團。19世紀50年代，他開始參加粵語相聲創作和表演，同時在電台開始進行粵語說書表演。
1952年，林兆明與張悅楷結識並且成為好友。在文化大革命中，因他有過海外关系並且演过“黑戏”而與張悅楷一同被批鬥；二人在此期間的生活經歷加深了彼此之間感情。在廣州電台節目《广州文化名人百家谈》（下簡稱《百家談》）中，林兆明認為他和張悅楷的關係是“生活上的好朋友，藝術上的好搭檔”。因此，在1997年張悅楷病逝後，林兆明再也沒有演出相聲。他在接受《百家談》節目組採訪時表示，因為“很難找到一個可以互相理解、互相接受，共同發揮的（搭檔）”而停止演出。
1956年，因全國推廣普通話，當時的華南話劇團粵語隊被撤銷，擔任隊長的林兆明前往北京學習普通話。1979年林兆明轉向講古行業，是廣東電台第一批說書人（粵語稱為「講古佬」）。他播講的第一部作品《虾球传》在1980年6月25日於廣東電台和廣州電台播放。20世紀80年代初播講《西遊記》，林所演繹的唐僧四師徒的形象惟妙惟肖、深入人心，轟動一時，奠定他在廣州講古界大師的地位。
2001年4月20日，林兆明出席在广州黄花岗剧院演出的《天际传情———中国广播语言艺术舞台演绎》，並以现场表演的方式与观众一起重温《西游记》的片段，他的節目是唯一一個以粵語進行表演的節目。
2005年，林兆明復出播講《大闹广昌隆》和《孙中山》等长篇小说，並在广东电台城市之声播放。同年10月14日晚，林兆明出席由北京路名盛广场等機構舉辦的“名盛广场旅游文化系统工程之明灯名古耀名盛———林兆明‘古迷’见面会暨LED启播、时光走廊亮灯仪式”。2006年林兆明播講《張學良》，為了將原著改成具可聽性的長篇連播，林兆明不顧视力减弱的眼疾，将分上、下集的两本书重新写了一遍。2008年播講《孫中山》，2009年4月播講《明朝那些事兒》。
2013年7月，林兆明接受廣東電台的邀請，再度復出，為廣東電台音樂之聲錄製新評書作品《趙匡胤》。2014年，他參與廣東廣播電視台（原廣東電台）的“大愛留聲”有聲讀物公益傳播行動，為該項目錄製有聲讀物。
2016年5月6日，因肺部感染引发突发休克造成多器官衰竭，于当日凌晨在中山大学附属第一医院病逝，终年87岁。

## 家庭生活
林兆明生前居住在廣州番禺，育有一子一女，兒子在廣州紅線女藝術中心擔任支部書記，女兒林文端是流行音樂歌手，藝名林端，又稱文端，曾是廣州首個流行樂隊「紫羅蘭」的主唱。据悉林兆明逝世前正在編寫其自傳。

## 獎項與榮譽
- 广东十大讲古明星：一等奖[5]
- 第十一届全国《小说连播》演播艺术家（2009年）[10]

## 作品
以下為林兆明曾經參演或參與的作品，如無特別註明，則表示該作品使用粵語進行演出。

### 話劇
| 年份   | 話劇         | 角色   | 註釋或參考          |
| ------ | ------------ | ------ | ------------------- |
|        | 七十二家房客 | 三六九 | 該劇演出多達400多場 |
|        | 丹心谱       |        | [ 2 ]               |
|        | 可口可笑     | 张经理 | [ 6 ]               |
|        | 恨海奇光     | 布莱恩 | [ 6 ]               |
|        | 年轻一代     | 萧继业 | [ 6 ]               |
| 1953年 | 出路         |        | 擔任男主角          |

創作／導演：
- 《阿成的故事》
- 《喜沐东风》
- 《小保管上任》[5]
- 《钦差大臣》[21]

### 說書
| 名稱         | 首次播出日期   | 註釋或參考     |
| ------------ | -------------- | -------------- |
| 虾球传       | 1980年6月25日  | 第一部作品     |
| 西游记       |                | 成名作         |
| 东周列国志   |                | [ 7 ]          |
| 三侠五义     |                | [ 7 ]          |
| 济公传       |                | [ 7 ]          |
| 張學良       | 2006年         |                |
| 朱元璋演义   |                | [ 10 ]         |
| 大闹广昌隆   | 2005年10月17日 |                |
| 明朝那些事儿 | 2009年4月      |                |
| 孙中山       | 2008年5月15日  |                |
| 乾隆皇下江南 |                |                |
| 赵匡胤       | 2014年         | 2013年開始錄製 |

## 外部連結
- 名演员讲古风靡南粤，新快報，2010年7月29日
- 长篇小说《明朝那些事儿》启播暨林兆明古迷见面会及當日錄音（粵語），广东电台城市之声，2009年4月
- 文/慧敏、图/马克辛、潘世权，城市之声开播十三周年系列活动——林兆明见面会倾倒“古迷”  长篇小说《明朝那些事儿》启播暨林兆明古迷见面会侧记，2009年5月8日
- 管管，林兆明三代同台，新快報，2014年8月25日
- 曾应枫，长篇连播万人空巷 铸就广府集体记忆，廣州日報，2015年1月15日